# الزيدار (مناخة)

تعديل مصدري - تعديل

الزيدار هي إحدى قرى عزلة بني جربن بمديرية مناخة التابعة لمحافظة صنعاء، بلغ تعداد سكانها 64 نسمة حسب تعداد اليمن لعام 2004.